# Chlorophorus seclusus
Chlorophorus seclusus är en skalbaggsart som först beskrevs av Francis Polkinghorne Pascoe 1869.  Chlorophorus seclusus ingår i släktet Chlorophorus och familjen långhorningar. Inga underarter finns listade i Catalogue of Life.